# Marcin Juchniewicz
Marcin Juchniewicz (ur. 5 października 1978 w Warszawie) – polski aktor oraz raper. 

## Filmografia
- 2003–2018: Na Wspólnej – bandzior
- 2004–2018: Pierwsza miłość – 2 role: „Paker”, aktor na planie serialu „Miłość i kłamstwa”, w którym jedną z głównych ról gra Artur Kulczycki; Czesław „Rączka”, gangster, brat Marleny, znajomy Wojciecha Stanisława Jańci
- 2007: Twarzą w twarz – Kulpa (odc.4)
- 2007: Świadek koronny – „Łysy”
- 2007: Środa, czwartek rano – Skinhead
- 2007–2010: Plebania – (odc.908), „Gładki” (odc.1423,1429,1433)
- 2007: Kryminalni – Ochroniarz „Kliszy” (odc.80) (nie występuje w napisach)[1]
- 2007: Faceci do wzięcia – (odc.53)
- 2007: Dwie strony medalu – kierowca Suchodolskiego; nie występuje w napisach (odc.50)
- 2007: Odwróceni – „Łysy” (odc.1)
- 2007: Codzienna 2 m. 3 – ochroniarz Gaduła (odc.63)
- 2007–2008: Pitbull – członek gangu „Kwadrata” (odc.12), członek gangu „Artaka” (nie występuje w napisach)[2]
- 2007: Sędzia Anna Maria Wesołowska – oskarżony Robert Kosiński (odc. 203)
- 2008: Trzeci oficer – milczący (odc.12)
- 2008: Pora mroku – Budruk
- 2008: Londyńczycy – Rosjanin (odc.2,4,5,6)
- 2008: Barwy szczęścia – osiłek (odc.50,82,87,89,95,101)
- 2008: 39 i pół – „Łysy” (odc.10,13)
- 2009: Dom zły – Woźniak
- 2010: Usta usta – brmkarz w dyskotece (odc.6)
- 2010–2011: Ojciec Mateusz – „Zielna”, człowiek „Korka” (odc.36), (odc.83)
- 2010: 1920. Wojna i miłość – naczelnik Czeka (odc.10)
- 2011: Układ warszawski – „Waga”, człowiek „Loczka”
- 2011: Róża – kumpel Wasyla
- 2011: Ludzie Chudego (odc.21)
- 2011: Prosto w serce – wierzyciel (odc.41)
- 2012: Reguły gry – bilardzista (odc.12)
- 2012: Prawo Agaty – kibol (odc.21)
- 2013: Galeria – Janusz (odc.168-171)
- 2013: Drogówka – Zoran
- 2014: Pod Mocnym Aniołem – ojciec „Królowej Kentu”
- 2015: Ziarno prawdy – patolog „Rzeźnicki”
- 2015: Uwikłani – Ryszard „Roko” Mielec (odc.60)
- 2015: Prokurator – borowiec (odc.1)
- 2015: Na dobre i na złe – bandyta (odc.590)
- 2015: Komisarz Alex – „Rydwan”, Człowiek Szklarskiego (odc.81)
- 2015: Dziewczyny ze Lwowa – „Chłopak” pana Henryka (odc.8), dżentelmen (odc.18)
- 2016: Prosta historia o morderstwie –  „Talib”
- 2017: Pewnego razu w listopadzie – policjant w cywilu

## Ewolucje kaskaderskie
- 2010: Lincz